# Ibadan South-West
Ibadan South-West è una delle trentatré aree a governo locale (local government areas) in cui è suddiviso lo stato di Oyo, nella Repubblica Federale della Nigeria.
Si estende su una superficie di 40 km² e conta una popolazione di 282.585  abitanti.